# 성제 (위)
성제(成濟, ? ~ 260년)는 중국 삼국 시대 위나라의 장수로, 성쉬(成倅)의 동생이다.

## 행적
태자사인(太子舍人)을 지냈다.
260년, 사마소(司馬昭)의 전횡을 보다못한 조모(曹髦)가 사마소를 처단하기 위해 친위 쿠데타를 일으켰는데, 황제가 친히 앞장서자 병사들이 감히 막아서지 못하고 이리저리 흩어졌다. 결국 사마소의 심복인 가충(賈充)이 병력을 이끌고 조모를 막았는데, 성제는 앞장서서 갔다가 조모가 직접 검을 휘두르자 매우 당황해 가충에게 어쩌면 좋을지 물었다.
그러자 가충은 성제에게 사마 대장군이 너희를 돌봐준 것은 바로 오늘과 같은 때를 위해서였다라고 다그치고 문제가 없을 것이라고 했으며, 결국 용기를 얻은 성제는 스스로 앞으로 나아가 창으로 조모를 찔러 죽였다. 창날이 조모의 허리까지 파고들었고 조모는 살해당했으며, 이때 조모를 호위하던 장수 초백이 분노하여 성제를 죽이려 했으나 되려 뒤따라온 성쉬에게 죽임을 당했다.
사태는 수습되었지만 아무튼 황제를 죽인 꼴이 되자 사마소의 입장은 매우 난처해졌으며, 사마소는 조모가 곽태후를 시해하려 했다고 둘러대고 사태를 수습하면서 조모 시해의 책임을 모두 성제, 성쉬 형제에게 몰았으며, 진태(陳泰)는 사마소가 어떻게 무마해야 할지 묻자 가충을 처형하도록 진언했지만 받아들이지 않았다.
역적으로 몰려 죽게 된 성제는 이에 불복하고, 지붕 위로 올라가서 욕설을 퍼붓고 기왓장을 던지며 저항했지만, 결국 병사들이 쏜 화살에 맞아 죽고 역적죄로 삼족이 멸족당했다.

## 삼국지연의에서의 성제
성쉬의 형으로 등장하며, 조모를 죽이는 것은 동일하나, 사후에 사마소를 저주하고 혀가 베인 뒤에 저잣거리에서 참살당한다는 점에서 조금 다르게 묘사되었다.

## 가계

### 관련 인물
성쉬